# Новониколаевка (Ивановская поселковая община)
Новоникола́евка (укр. Новомиколаївка) — село в Ивановской поселковой общине Генического района Херсонской области Украины.
Население по переписи 2001 года составляло 466 человек. Почтовый индекс — 75410. Телефонный код — 5531.

## География
Занимает площадь 44,874 км².

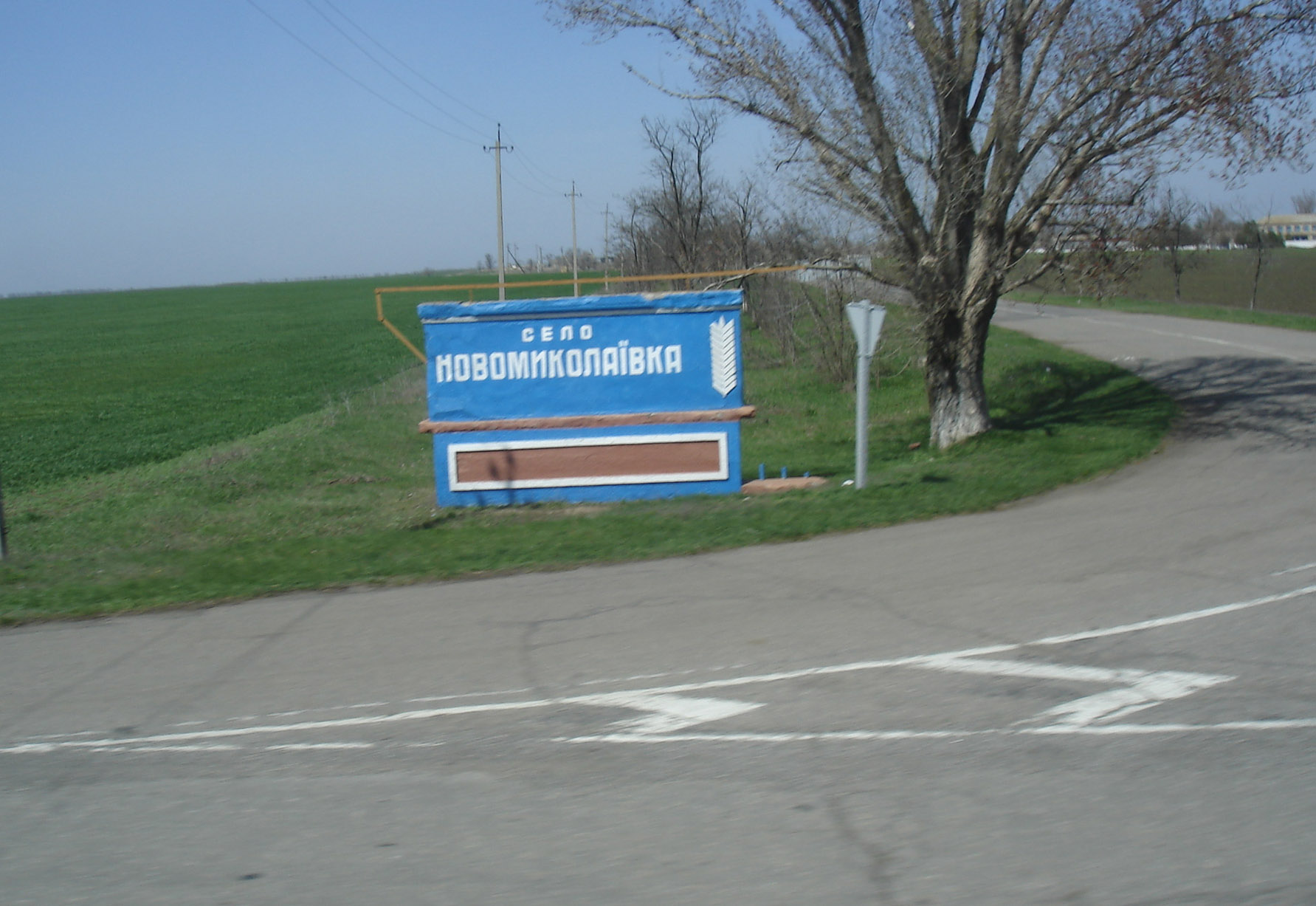
Новониколаевка на автодороге М-14
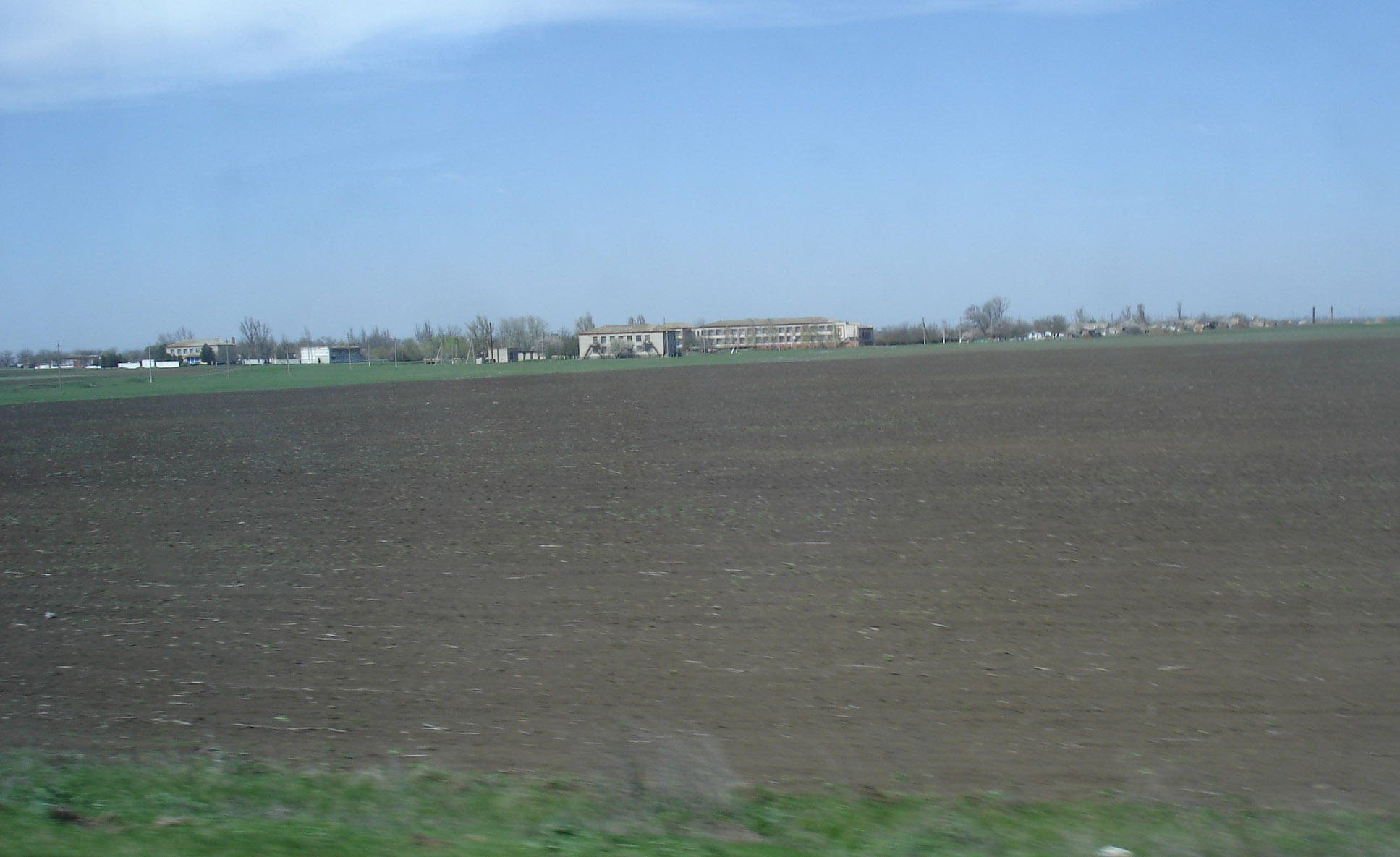
Вид на село с автодороги М-14

## Известные уроженцы
- Гришин, Иван Трифонович — Герой Советского Союза.

## Местный совет
75410, Херсонская обл., Ивановский р-н, с. Новониколаевка, ул. Гагарина, 2